# Rosemiro
Rosemiro, właśc. Rosemiro Correia de Souza (ur. 22 lutego 1954 w Belém) – piłkarz brazylijski, występujący na pozycji prawego obrońcy.

## Kariera klubowa
W karierę piłkarską Rosemiro rozpoczął w klubie Remo Belém w 1972 roku. Z Remo czterokrotnie zdobył mistrzostwo stanu Pará – Campeonato Paraense w 1972, 1973, 1974 i 1975 roku. W Remo 10 marca 1974 w zremisowanym 2-2 meczu z Botafogo FR Rosemiro zadebiutował w lidze brazylijskiej. W latach 1975–1980 występował w SE Palmeiras. Z Palmeiras zdobył mistrzostwo stanu São Paulo – Campeonato Paulista w 1976 roku.
W latach 1980–1983 występował w CR Vasco da Gama. Z Vasco da Gama zdobył mistrzostwo stanu Rio de Janeiro – Campeonato Carioca w 1981 roku. W latach 1982–1985 był zawodnikiem Bangu AC. W barwach Bangu Rosemiro wystąpił ostatni raz w lidze brazylijskiej 22 lutego 1984 w przegranym 0-1 meczu z Treze Campina Grande. Ogółem w I lidze wystąpił w 138 meczach, w których strzelił 2 bramki. Karierę zakończył w Marcílio Dias Itajaí w 1989 roku.

## Kariera reprezentacyjna
Rosemiro występował w olimpijskiej reprezentacji Brazylii. W 1975 roku zdobył z nią złoty medal Igrzysk Panamerykańskich. Na turnieju w Meksyku wystąpił we wszystkich siedmiu meczach z Kostaryką, Salwadorem, Nikaraguą (bramka), Boliwią, Argentyną, Trynidadem i Tobago i Meksykiem.
W 1976 roku Rosemiro uczestniczył w Igrzyskach Olimpijskich w Montrealu. Na turnieju Rosemiro wystąpił w czterech meczach reprezentacji Brazylii z NRD, Hiszpanią (bramka), Polską i ZSRR.